# Дороничева, Вера Николаевна
Вера Николаевна Дороничева (Лисичёнок) (1928 — 2006) — советский передовик производства в сельском хозяйстве. Герой Социалистического Труда (1966).

## Биография
Родилась 1 мая 1928 года в Беларуси в крестьянской семье.  Училась в школе.
с 1941 по 1944 годы во время Великой Отечественной войны находилась на временно оккупированной территории, возила продукты партизанам в партизанский отряд в котором воевал её отец. Во время одной из таких вылазок была поймана гитлеровским патрулём и избита, получила травмы головы и ноги. Родная сестра В. Н. Дороничевой погибла в подполье, а дом фашисты сожгли — пришлось жить в землянке.
с 1944 года после освобождения села В. Н. Дороничева уехала в Ленинград и поступила в школу фабрично-заводского ученичества при ткацкой фабрике, одновременно училась и работала ткачихой. В 1952 году переехала в город Щёлково и поступила работать ткачихой на Щёлковский хлопчатобумажный комбинат.
9 июня 1966 года Указом Президиума Верховного Совета СССР «за наивысшие показатели выполнения семилетнего плана 1959-1965 годов» Вера Николаевна Дороничева была удостоена звания Героя Социалистического Труда с вручением Ордена Ленина и золотой медали «Серп и Молот».
Помимо основной деятельности В. Н. Дороничева была делегатом XXII съезда КПСС и около двадцати лет состояла членом Московского обкома КПСС. В 1986 году по состоянию здоровья В. Н. Дороничева вышла на пенсию.
Скончалась 6 января 2006 года, похоронена в городе Щёлково, похоронена на Гребенском кладбище.

## Награды
- Медаль «Серп и Молот» (9.06.1966)
- Орден Ленина (9.06.1966)

## Память
- в 2013 году в Щёлково у дома № 4а по улице Талсинская состоялась церемония открытия мемориальной доски в честь Веры Николаевны Дороничевой